# Щецинский железнодорожный узел
Щецинский железнодорожный узел — узел, соединяющий шесть разных железнодорожных направлений со стандартной колеёй. Все линии в настоящее время являются действующими, обслуживают товарное и пассажирское движение.

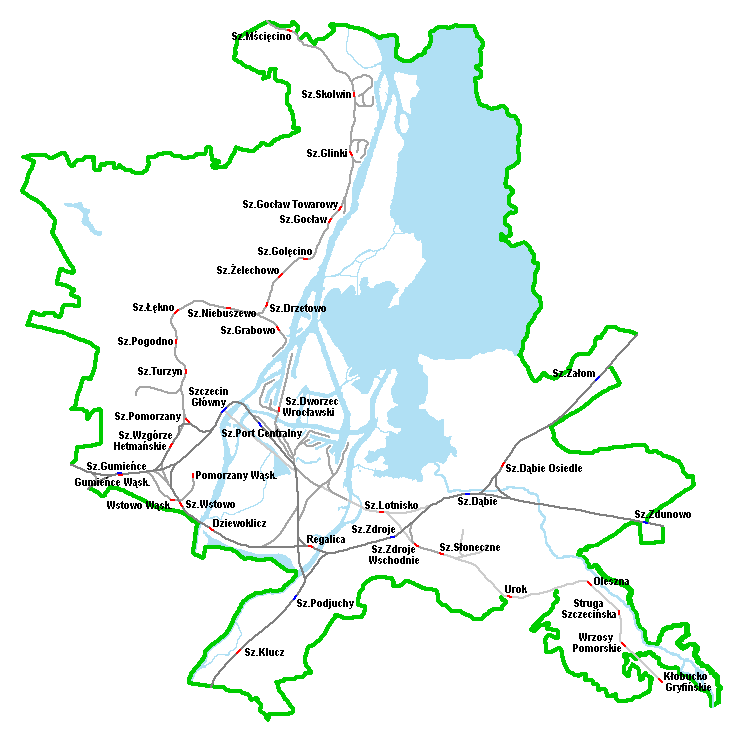
Щецинский железнодорожный узел

Из Щецина выходят железнодорожные дороги в направлениях:
- Голенюв — Свиноуйсьце и Колобжег
- Старгард-Щециньски
  - Кошалин — Слупск — Гданьск — Эльблонг — Ольштын — Белосток
  - Пила — Быдгощ — Торунь
  - Хощно — Кшиж-Велькопольский — Познань
    - Варшава
    - Вроцлав — Катовице — Краков — Пшемысль
- Грыфино — Костшин-над-Одрой — Зелёна-Гура — Вроцлав
- Ангермюнде — Берлин — Амстердам
- Пазевальк — Нойбранденбург — Любек и Шверин
- Полице — Тшэбеж